# 13259 Bhat
13259 Bhat eller 1998 QA15 är en asteroid i huvudbältet som upptäcktes den 17 augusti 1998 av LINEAR i Socorro County, New Mexico. Den är uppkallad efter Nivedita Bhat.
Den tillhör asteroidgruppen Vesta.